# Promachus triflagellatus
Promachus triflagellatus är en tvåvingeart som beskrevs av Frey 1923. Promachus triflagellatus ingår i släktet Promachus och familjen rovflugor. Inga underarter finns listade i Catalogue of Life.